# Murielle Ahouré-Demps
Murielle Ahouré, da coniugata Ahouré-Demps (Abidjan, 23 agosto 1987), è una velocista ivoriana, campionessa mondiale indoor dei 60 metri piani a Birmingham 2018.
In carriera ha vinto anche la medaglia d'argento nei 100 e nei 200 metri piani ai Mondiali di Mosca 2013 e ha detenuto fino al 2022 il record africano dei 100 m piani con il tempo di 10"78.

## Biografia
Ha partecipato ai Giochi olimpici di Londra 2012, arrivando in finale sia nei 100 che nei 200 metri piani, classificandosi rispettivamente settima e sesta. Il 12 agosto dell'anno seguente, ai Mondiali di Mosca 2013, ha vinto la medaglia d'argento nei 100 metri piani con il tempo di 10"93, preceduta solamente dalla giamaicana Shelly-Ann Fraser-Pryce.

## Record nazionali
Seniores
- 60 metri piani indoor: 6"97 ( Birmingham, 2 marzo 2018)
- 200 metri piani indoor: 22"80 ( College Station, 13 marzo 2009)

## Progressione

### 60 metri piani indoor
| Stagione | Tempo | Luogo         | Data      | Rank. Mond. |
| -------- | ----- | ------------- | --------- | ----------- |
| 2019/20  | 7"12  | Liévin        | 19-2-2020 | 6ª          |
| 2017/18  | 6"97  | Birmingham    | 2-3-2018  | 1ª          |
| 2014/15  | 7"05  | New York      | 14-2-2015 | 1ª          |
| 2013/14  | 7"01  | Sopot         | 9-3-2014  | 2ª          |
| 2012/13  | 6"99  | Birmingham    | 16-2-2013 | 1ª          |
| 2011/12  | 7"04  | Istanbul      | 11-3-2012 | 3ª          |
| 2010/11  | 7"30  | Houston       | 29-1-2011 | 52ª         |
| 2009/10  | 7"25  | State College | 29-1-2010 | 34ª         |
| 2008/09  | 7"17  | Lexington     | 17-1-2009 | 5ª          |
| 2007/08  | 7"42  | Boston        | 8-3-2008  | 133ª        |
| 2006/07  | 7"33  | Boston        | 4-3-2007  | 69ª         |
| 2005/06  | 7"47  | Boston        | 5-3-2006  | 208ª        |

### 100 metri piani
| Stagione | Tempo | Luogo       | Data      | Rank. Mond. |
| -------- | ----- | ----------- | --------- | ----------- |
| 2020     | 11"36 | Marietta    | 1-8-2020  | 51ª         |
| 2019     | 11"02 | Doha        | 29-9-2019 | 11ª         |
| 2018     | 10"90 | Eugene      | 26-5-2018 | 3ª          |
| 2017     | 10"83 | Montverde   | 10-6-2017 | 3ª          |
| 2016     | 10"78 | Montverde   | 11-6-2016 | 3ª          |
| 2015     | 10"81 | Eugene      | 30-5-2015 | 4ª          |
| 2014     | 10"97 | Monaco      | 18-7-2014 | 6ª          |
| 2013     | 10"91 | Sotteville  | 8-7-2013  | 6ª          |
| 2012     | 10"99 | Londra      | 3-8-2012  | 10ª         |
| 2011     | 11"06 | Greensboro  | 15-5-2011 | 14ª         |
| 2010     | 11"41 | Atlanta     | 14-5-2010 | 107ª        |
| 2009     | 11"09 | Greensboro  | 30-5-2009 | 14ª         |
| 2008     | 11"45 | Tallahassee | 30-5-2008 | 155ª        |
| 2007     | 11"34 | Sacramento  | 6-6-2007  | 84ª         |
| 2006     | 11"42 | Greensboro  | 26-5-2006 | 110ª        |

### 200 metri piani
| Stagione | Tempo | Luogo          | Data      | Rank. Mond. |
| -------- | ----- | -------------- | --------- | ----------- |
| 2018     | 22"60 | Ostrava        | 13-6-2018 | 31ª         |
| 2017     | 22"68 | Stoccolma      | 18-6-2017 | 33ª         |
| 2016     | 22"52 | Rio de Janeiro | 15-8-2016 | 24ª         |
| 2015     | 22"29 | Doha           | 15-5-2015 | 14ª         |
| 2014     | 22"36 | Marrakech      | 14-8-2014 | 8ª          |
| 2013     | 22"24 | Monaco         | 19-7-2013 | 2ª          |
| 2012     | 22"42 | Oslo           | 7-6-2012  | 11ª         |
| 2009     | 22"78 | Fayetteville   | 11-6-2009 | 31ª         |
| 2008     | 23"50 | Tallahassee    | 30-5-2008 | 205ª        |
| 2007     | 23"34 | Gainesville    | 26-5-2007 | 121ª        |
| 2006     | 23"33 | Princeton      | 14-5-2006 | 112ª        |

## Palmarès
| Anno | Manifestazione      | Sede           | Evento      | Risultato  | Prestazione | Note                                     |
| ---- | ------------------- | -------------- | ----------- | ---------- | ----------- | ---------------------------------------- |
| 2012 | Mondiali indoor     | Istanbul       | 60 m piani  | Argento    | 7"04        | Record nazionale                         |
| 2012 | Giochi olimpici     | Londra         | 100 m piani | 7ª         | 11"00       |                                          |
| 2012 | Giochi olimpici     | Londra         | 200 m piani | 6ª         | 22"57       |                                          |
| 2013 | Mondiali            | Mosca          | 100 m piani | Argento    | 10"93       |                                          |
| 2013 | Mondiali            | Mosca          | 200 m piani | Argento    | 22"32       |                                          |
| 2014 | Mondiali indoor     | Sopot          | 60 m piani  | Argento    | 7"01        | Miglior prestazione personale stagionale |
| 2014 | Campionati africani | Marrakech      | 100 m piani | Argento    | 11"03       |                                          |
| 2014 | Campionati africani | Marrakech      | 200 m piani | Oro        | 22"36       |                                          |
| 2015 | Mondiali            | Pechino        | 100 m piani | Semifinale | 10"98       |                                          |
| 2016 | Campionati africani | Durban         | 100 m piani | Oro        | 10"99       | Record dei campionati                    |
| 2016 | Campionati africani | Durban         | 4×100 m     | Bronzo     | 44"29       |                                          |
| 2016 | Giochi olimpici     | Rio de Janeiro | 100 m piani | Semifinale | 11"01       |                                          |
| 2016 | Giochi olimpici     | Rio de Janeiro | 200 m piani | Semifinale | 22"59       |                                          |
| 2017 | Mondiali            | Londra         | 100 m piani | 4ª         | 10"98       |                                          |
| 2018 | Mondiali indoor     | Birmingham     | 60 m piani  | Oro        | 6"97        | Miglior prestazione mondiale stagionale  |
| 2019 | Mondiali            | Doha           | 100 m piani | 5ª         | 11"02       | Miglior prestazione personale stagionale |
| 2021 | Giochi olimpici     | Tokyo          | 100 m piani | Semifinale | 11"28       |                                          |
| 2022 | Mondiali            | Eugene         | 100 m piani | Semifinale | 11"25       |                                          |
| 2023 | Mondiali            | Budapest       | 100 m piani | Batteria   | 11"29       |                                          |
| 2023 | Mondiali            | Budapest       | 4x100m      | Finale     | dnf         |                                          |
| 2024 | World Relays        | Nassau         | 4×100 m     | Batteria   | 42"83       |                                          |
| 2024 | Giochi olimpici     | Parigi         | 4×100 m     | Batteria   | dq          |                                          |

## Altre competizioni internazionali
2018
- Vincitrice della Diamond League nella specialità dei 100 m piani